# Nesliving Vol. 1
Nesliving vol. 1 è il quarto album in studio del rapper italiano Nesli pubblicato il 20 maggio 2009.

## Descrizione
Contrariamente a quanto operato in precedenza questo disco è stato distribuito completamente per il download gratuito per volontà dell'artista stesso, prendendo posizione contro le regole imposte dal mercato discografico: 
Il 6 maggio 2022 l'album è stato pubblicato per la prima volta su vinile.

## Tracce
1. Nesliving
2. Io ci sarò
3. Solo uno solo io
4. La musica è viva
5. Un posto all'inferno (feat. Dose)
6. In aria le mani
7. La vita è solo una
8. Tu non lo sai
9. Hai promesso
10. Fallo pure tu
11. Una come lei
12. Solo uno solo io (Enji Remix)